# Joe Gordon
Joseph Lowell Gordon, soprannominato "The Flash" (Los Angeles, 18 febbraio 1915 – Sacramento, 14 aprile 1978), è stato un giocatore di baseball e allenatore di baseball statunitense che giocato nel ruolo seconda base nella Major League Baseball (MLB). È stato introdotto nella National Baseball Hall of Fame nel 2009.

## Carriera
Gordon in carriera giocò con i New York Yankees, con cui vinse per quattro volte le World Series, e con i Cleveland Indians, con cui vinse il suo quinto titolo nel 1948. Uno dei migliori seconda base degli anni quaranta, Gordon fu premiato come MVP dell'American League nel 1942 superando Ted Williams e fu convocato per l'All-Star Game in nove delle sue undici stagioni. Noto per il suo stile acrobatico in difesa, guidò l'American League in assistenze per quattro volte e in doppi giochi per tre volte. Fu il primo seconda base dell'AL a battere venti fuoricampo in una stagione, riuscendovi per sette volte. Detiene ancora il primato assoluto di home run per una seconda base (246) e ha detenuto il primato stagionale fino al 2001. Giocò un ruolo determinante nel titolo degli Indians del 1948, al 2016 l'ultimo della storia della franchigia, guidando la squadra in fuoricampo e in punti battuti a casa. Gordon, al momento del ritiro, era al sesto posto nella storia della lega per doppi giochi (1.160). Nel 2001 fu inserito tra i cento migliori giocatori della storia degli Indians.

## Palmarès

### Club
- World Series: 5

New York Yankees: 1938, 1939, 1941, 1943
Cleveland Indians: 1948

### Individuale
- MVP dell'American League: 1

1942
- MLB All-Star: 9

1939–1943, 1946–1949